# Ruby Bartlett
Ruby Bartlett é uma personagem ficcional criada por Ian Fleming, existente no livro (como Ruby Windsor) e no filme 007 A Serviço Secreto de Sua Majestade (On Her Majesty Secret Service). No cimema ela foi interpretada pela atriz britânica Angela Scoular, uma das poucas bond-girls a participar de mais de um filme de 007, também atuando na comédia satírica Casino Royale, de 1967.

## Características
Ruby tem uma forte alergia a galinhas, e para se tratar responde a um anúncio de uma clínica especializada em curas alérgicas localizada em Piz Gloria, nos Alpes Suíços, onde se interna como paciente junto com outras mulheres alérgicas. A clínica na verdade pertence a Ernst Stavro Blofeld, líder da SPECTRE, que tem o plano de fazer uma lavagem cerebral em suas pacientes, para que depois voltem a seus países com recipientes de laboratório contendo o "Omega Virus", a ser espalhado no ar para destruir toda a fauna e a flora do país, espalhando um terror bioquímico pelo mundo.
Enquanto se encontra na clínica ela conhece James Bond, que está lá disfarçado com outra identidade, e com quem se envolve numa noite de amor. Com a ajuda de Ruby, Bond consegue o nome de todas as mulheres ali afetadas pelos planos de Blofeld e avisa as autoridades da alfândega de seus países para prendê-las no retorno.

## No filme
Ruby encontra-se na clínica de Blofeld nos Alpes com mais onze mulheres, todas alérgicas, sob pretenso tratamento, na verdade um plano de Blofeld para mandá-las de volta a seus países como "Anjos da Morte" e disseminar um vírus que mate as galinhas do país, depois de condicionadas a isso. Quando Bond chega na clínica como um paciente nobre disfarçado, Ruby imediatamente tem atração por ele e lhe dá o número de seu quarto na clínica, escrevendo-o com batom na coxa durante um jantar.
Mais tarde, Bond entra no quarto dela no complexo e os dois fazem amor, até serem interrompidos pela voz de Blofeld nos alto-falantes, o que coloca Ruby em transe através de imagens caleidoscópicas, mostrando a Bond como se realiza a lavagem cerebral do vilão. 007 consegue marcar um novo encontro com ela na noite seguinte, mas quando entra em seu quarto, é Irma Bunt, a assistente de Blofeld, quem está na cama de Bartlett e ele leva uma pancada na nuca de outro capanga, perdendo a consciência. Quando acorda, é prisioneiro do arquiinimigo que descobriu sua real identidade.